# Ковали (Черкасская область)
Ковали (укр. Ковалі) — село в Каневском районе Черкасской области Украины.
Население по переписи 2001 года составляло 197 человек. Занимает площадь 0,95 км². Почтовый индекс — 19030. Телефонный код — 4736.

## Местный совет
19030, Черкасская обл., Каневский р-н, c. Литвинец, ул. Октябрьская